# 聖味噌爵聖雅各伯主教座堂
聖味噌爵聖雅各伯主教座堂（波蘭語：Katedra greckokatolicka pw. św. Wincentego i św. Jakuba we Wrocławiu）是烏克蘭希臘禮天主教弗罗茨瓦夫-格但斯克教區的主教座堂，位于波兰弗罗茨瓦夫老城，为哥特式建筑。
该堂创建于约1240年，原为属于方济各会修道院的聖雅各伯堂，罗曼式风格。14-15世纪改建为哥特式。1810年普鲁士将其改为普通的堂区。第二次世界大战末期，该堂遭到严重破坏和劫掠。1997年，教宗将其捐给烏克蘭希臘禮天主教弗罗茨瓦夫-格但斯克教區。